# Na plný úvazek
Na plný úvazek (v originále À plein temps) je francouzský dramatický film z roku 2021, který režíroval Éric Gravel podle vlastního scénáře. Snímek měl světovou premiéru na filmovém festivalu v Benátkách dne 2. září 2021.

## Děj
Julie je rozvedená a musí sama vychovávat své dvě děti. Bydlí na předměstí a pracuje v Paříži jako pokojská v hotelu. Její bývalý manžel neplatí alimenty. Každý den dojíždí RER. Během stávky v dopravě a demonstrací v hlavním městě přijde pozdě do práce, což vede ke sporu s nadřízeným. Julie si hledá manažerskou práci odpovídající jejímu vzdělání. Kvůli pracovnímu pohovoru nemůže být v práci, což je zdrojem dalších konfliktů s vedením hotelu. Její pohovor dopadne dobře a je pozvána na setkání s vedoucím oddělení. Nikdo z jejích kolegů ji ale nechce zastoupit. Požádá proto mladou zaměstnankyni, která je stále ve zkušební době, aby ji kryla. Její nadřízený to ale zjistí a obě jsou vyhozeny. Když se s dětmi vydá do aklimatizační zahrady, dostane zprávu na mobilní telefon, že byla přijata na pozici manažerky marketingového výzkumu, o kterou se ucházela.

## Obsazení
| Laure Calamy             | Julie Roy        |
| Anne Suarez              | Sylvie           |
| Geneviève Mnich          | chůva Lusigny    |
| Nolan Arizmendi          | Nolan            |
| Sasha Lemaitre Cremaschi | Chloé            |
| Cyril Gueï               | Vincent          |
| Lucie Gallo              | Jeanne Delacroix |
| Agathe Dronne            | Sophie           |
| Dana Fiaque              | Amina            |
| Olivier Faliez           | řidič Paul       |
| Mathilde Weil            | Lydia            |
| Marème N'Diaye           | Inès             |
| Irina Muluile            | Irina            |
| Aymeline Alix            | Claire           |
| Carima Amarouche         | Mireille         |

## Ocenění
- Filmový festival v Benátkách: Cena Orizzonti za nejlepší režii (Éric Gravel) a pro nejlepší herečku (Laure Calamy)
- Uruguayský mezinárodní filmový festival: Cena za nejlepší film od Asociace uruguayských kritiků
- Filmový festival Les Arcs: Cena za ženský herecký výkon (Laure Calamy), Cena Cineuropa
- Mezinárodní filmový festival v Malajsii: Cena za nejlepší režii (Éric Gravel), Cena za nejlepší ženský herecký výkon (Laure Calamy)
- Mezinárodní filmový festival v Pekingu: Cena za nejlepší hudbu (Irène Dresel)
- Americký francouzský filmový festival: Cena diváků
- Mezinárodní filmový festival v Lublani: Zvláštní uznání poroty
- César: nejlepší filmová hudba (Irène Drésel), nejlepší střih (Mathilde Van de Moortel), nominace v kategoriích nejlepší herečka (Laure Calamy), nejlepší původní scénář (Éric Gravel)
- Lumières: nominace v kategoriích nejlepší herečka (Laure Calamy) a nejlepší filmová hudba (Irène Drésel)